# Mississippiskovelstör
Mississippiskovelstör (Scaphirhynchus platorynchus) är en art av familjen störfiskar som finns i Nordamerika och som främst utmärker sig genom sin ringa storlek. 

## Utseende
En sötvattensfisk med avlång kropp utan fjäll men med 5 rader tydligt kölade benplattor längs kroppen. Även huvudet har benplattor; de på nosen och framför ögat har korta taggar. Nosen är lång, platt och skovelliknande, samt har 4 fransade skäggtömmar på undersidan, framför den tandlösa munnen. Denna kan fisken skjuta fram och använda för att suga upp byten. Stjärtfenan har två lober: Den övre, större har långa, trådliknande utskott som ofta bryts av hos äldre individer. Ryggfenan har 30 till 36 mjukstrålar, analfenan 18 till 23. Kroppen är ljusbrun på ryggen och sidorna, vit på buken. Arten är en liten stör; som mest kan den bli 100 cm lång och väga 4,88 kg, men det är ovanligt att de blir så stora; vanligen blir de inte mycket längre än 70 cm

## Vanor
Mississippiskovelstören är mestadels solitär (utom i samband med parningen) och lever på bottnen av större, grumliga floder med stark ström och sand- eller grusbotten. Däremot undvker den lugnvatten i sjöar och dammar. Även om den normalt föredrar strömmande vatten, söker den under vårflodens högvatten skydd bakom dammar och andra hinder. Under större delen av året föredrar den vatten med en temperatur av 18 – 20 °C. Vid lågvatten eller under de varmaste sommarmånaderna söker den emellertid djupare, svalare vatten. Deras revir är stort, och de kan simma långa sträckor i samband med födosöket, som mest 20 km per dag. Under detta använder den framför allt skäggtömmarna för att orientera sig i det ofta grumliga vattnet. Födan består av larver av vatteninsekter, speciellt dagsländor, nattsländor och myggor, musslor, maskar och kräftdjur. Arten kan bli 43 år gammal.

### Fortplantning
Honan blir könsmogen kring 7 års ålder, hanen vid ungefär 5 år. Leken sker från april till tidigt i juli när vattnet når en temperatur mellan 19 och 21 ºC, då flera fiskar vandrar uppströms för att leka nära ytan i strömt vatten över sten- eller grusbotten. Under parningssäsongen kan vaje hona avge upp till 50 000 ägg, som hanen befruktar medan han simmar sida vid sida med honan. Äggen, som är mörkgrå och 2 till 3 mm stora, klibbar fast vid bottenmaterialet och kläcks efter 5 till 8 dagar. Efter ungefär 3 månader och en längd på 15 till 20 cm, lämnar ungfiskarna födelseomrdet och simmar neråt. Alla individer leker inte varje år; tätheten i parningarna är beroende av  hur välnärda de vuxna fiskarna är. Uppgifter finns om att det även förekommer en lekperiod under hösten i Mississippiflodens mellersta lopp.

## Utbredning
Mississippiskovelstören finns i USA i Mississippi och Missourifloderna och deras större bifloder, inklusive den lägre Ohiofloden, där de går upp till Pennsylvania. Uppgifter om att den skulle finnas i Alabama i floder som mynnar ut i Mobile Bay förefaller bero på förväxling med släktingen Scaphirhynchus suttkusi, som före 1991 räknades till denna art. Däremot har det funnits en underpopulation i Alabama, men denna är utdöd. Räknat efter delstater finns den i Montana, North Dakota, South Dakota, Minnesota, Wisconsin, Wyoming, Nebraska, Iowa, Illinois, Indiana, Kansas, Missouri, Kentucky, Oklahoma, Arkansas, Tennessee, Texas, Louisiana och Mississippi. Förutom Alabama har den även funnits i West Virginia, Ohio, Pennsylvania och New Mexico, men är numera utdöd där.

## Kommersiell användning
Arten fiskas framför allt för köttets skull, som anses vara en läckerhet, inte minst rökt. Man gör även kaviar av rommen. Kommersiellt fiske är tillåtet i 7 stater (Illinois, Indiana, Iowa, Kentucky, Tennessee, Missouri och Wisconsin; till år 2000 ingick även Arkansas). 1997 var den totala årliga fångsten 22 680 kg. Den får även sportfiskas i 12 stater.

## Status
Mississippiskovelstören är klassificerad som starkt hotad ("EN", underklassificering "A3d"+"4ac") av IUCN och beståndet minskar. Främsta orsakerna är flodregleringar och dammbyggnation, som förhindrar tillträdet till lekområdena, och dessutom påverkar födotillgången. Däremot anses inte överfiske vara något hot.